# Schenna
Schenna (früher auch Schönna, im Südtiroler Dialekt Schennen bzw. Schönnen, italienisch Scena) ist eine italienische Gemeinde mit 3049 Einwohnern (Stand 31. Dezember 2023) in Südtirol. Sie liegt etwa drei Kilometer nordöstlich von Meran und etwa 25 Kilometer nordwestlich von Bozen.

## Geografie

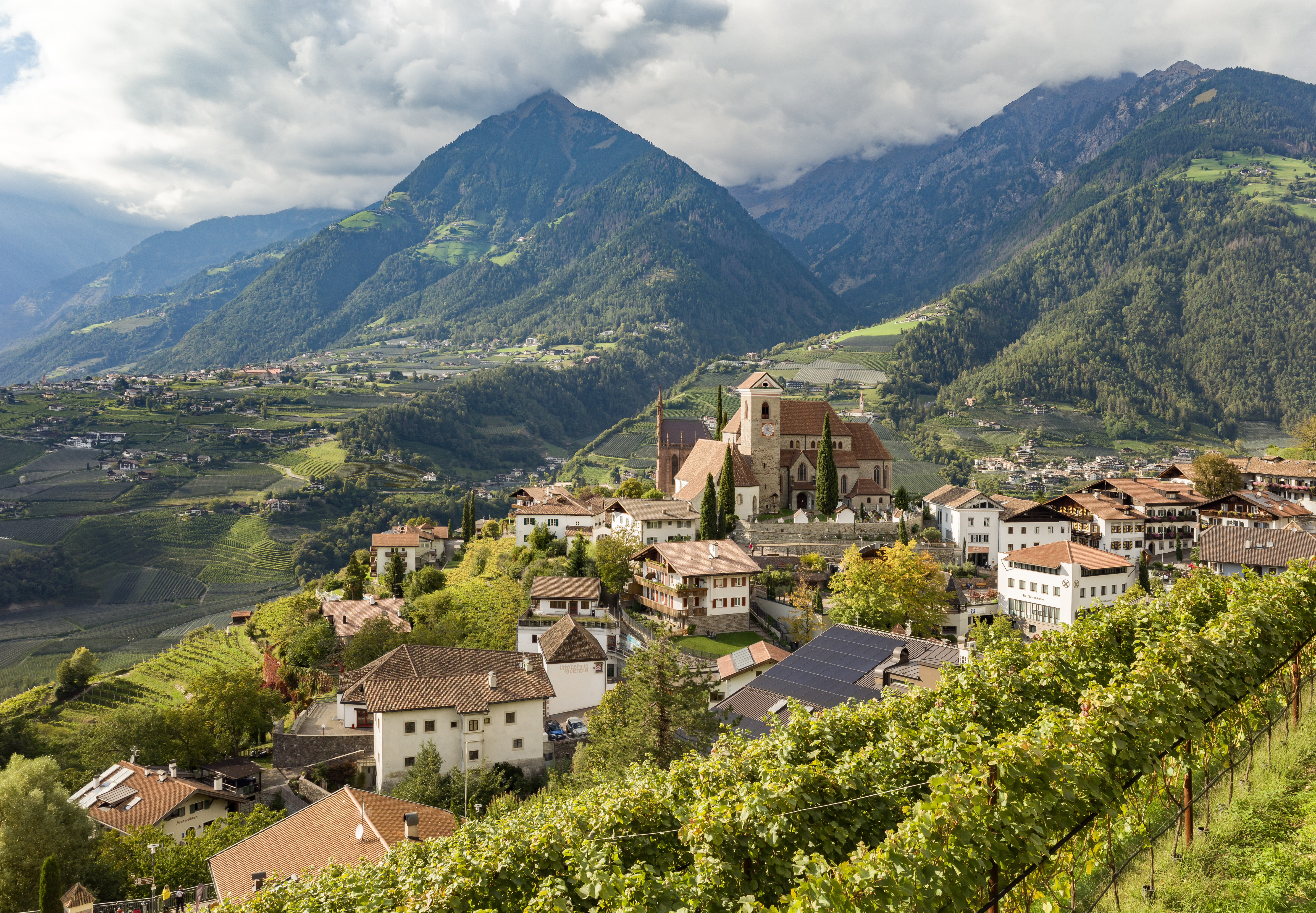
Blick übers Dorfzentrum

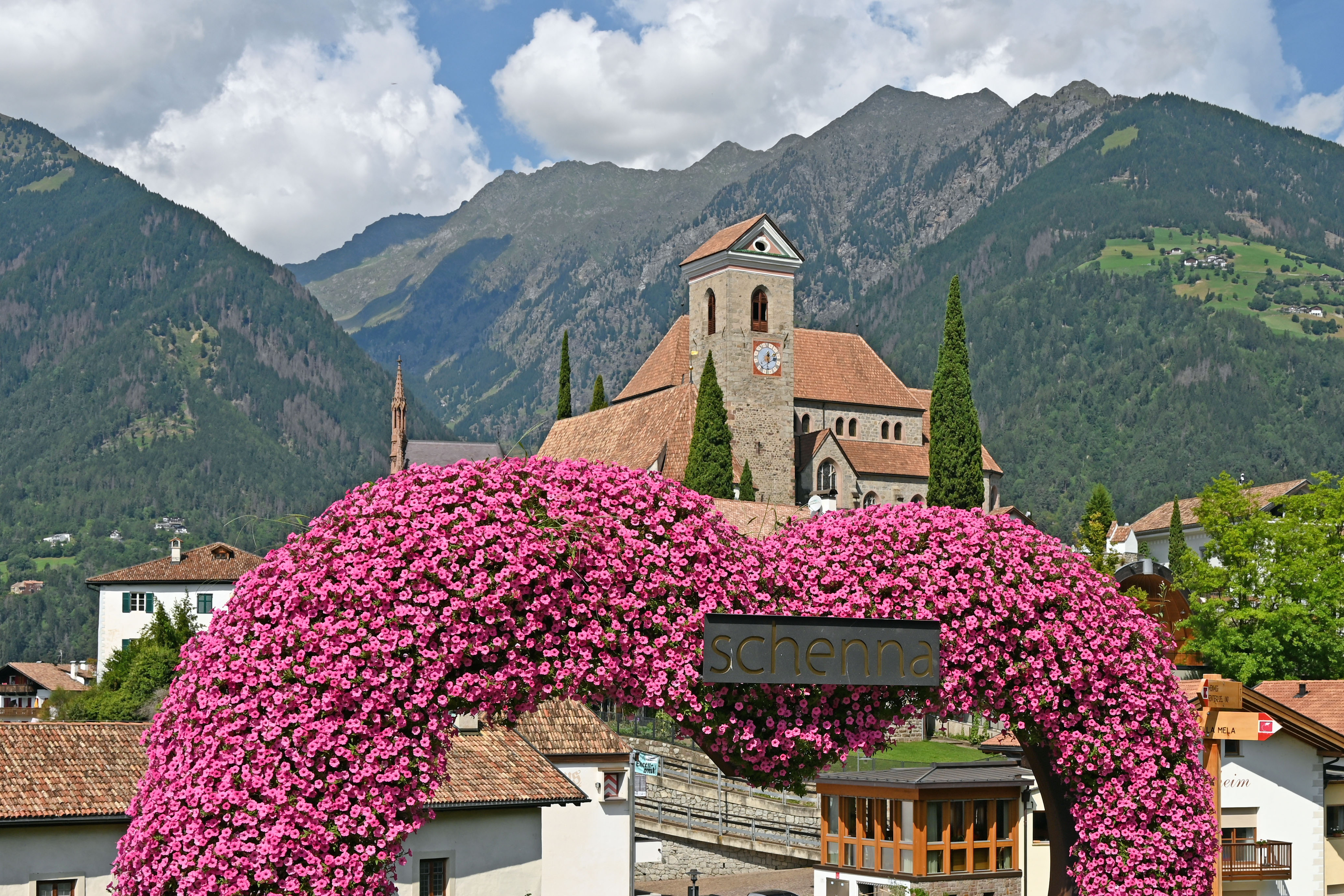
Blumenherz im Dorfzentrum mit Blick auf den Kirchenhügel

Die Gemeinde Schenna erstreckt sich über eine Fläche von über 48 km² nordöstlich der Stadt Meran im Burggrafenamt. Die Siedlungsflächen nehmen dabei die mittelgebirgigen Hänge ein, die das untere Passeiertal bis zum Aufgehen im Etschtal im Meraner Talkessel ostseitig bzw. auf der orographisch linken Seite der Passer begleiten. Der Hauptort Schenna liegt auf 570 m Höhe im Südwesten des Gemeindegebiets direkt über dem Meraner Stadtteil Obermais und gegenüber von Dorf Tirol. Etwas taleinwärts befindet sich das Dorf Verdins (840 m); im äußersten Norden ist die Streusiedlung Tall in Höhenlagen von 850 bis fast 1600 m verteilt. Überragt wird das Gebiet im Osten von Gipfeln der Sarntaler Alpen, unter denen der Hirzer (2781 m), die Verdinser Plattenspitze (2680 m) und der Ifinger (2581 m) die bekanntesten sind.

## Geschichte
Die klimatisch günstig gelegenen Hänge waren bereits in ur- und frühgeschichtlicher Zeit besiedelt. Auf den Außerbichlerbüheln und auf den Engelbüheln fand man frühzeitliche Mauerstrukturen. Auf Schloss Goyen fand man Grundrisse eines Vorgängerbaus aus derselben Zeit. Am einstigen Rothalerhof zwischen dem Schenner Ortskern und der Passer mehren sich die Funde. Es fand sich u. a. ein eisenzeitlicher Mahlstein einer Handmühle.
Die Örtlichkeit wird in der latinisierten Form Schennanum in einer Aufzeichnung Goswins von Marienberg zu 1116–1120 ersturkundlich genannt (ecclesie Schennano). Die deutsche Form Schónna ist urkundlich 1497 bezeugt. Bereits 1308 ist der Beiname Schenær im Sinne ‚aus Schenna stammend‘ in Bozen belegt. Das Toponym selbst ist laut Egon Kühebacher auf einen römischen Praedialnamen in der Bedeutung ‚Gut eines Sconius‘ zurückzuführen. Andere Erklärungsversuche bemühen lateinisch scaene (bühnenartiger Aufbau) bzw. das nicht-indogermanische Wort *Skenja oder *Skenina (‚Siedlung des Skeno‘ o. ä.). Münzfunde zwischen Schenna und Verdins lassen darauf schließen, dass die Gegend rund um Schenna auch in der Römerzeit besiedelt war.
Im 14. Jahrhundert erteilte Landesfürst Ludwig von Brandenburg dem Adligen Petermann von Schenna die Erlaubnis, auf dem Hügel von Schenna eine Burg zu errichten. Heute zählt Schloss Schenna zu den bedeutendsten Sehenswürdigkeiten Schennas.
Zu Schennas historischen Degneien, der alten Bezeichnung der Bezirke bzw. Unterabteilungen der Gemeinde, rechnen Oberdorf, St. Georgen (St. Jörgen), Unterdorf, Tschivon, Berg (auch: Schennaberg oder Schönnaberg), Untertall, Obertall und Videgg.
Die Gemeinde gehörte bis zum Ende des Ersten Weltkriegs zum Gerichtsbezirk Meran und war Teil des Bezirks Meran.

## Politik

### Bürgermeister
Bürgermeister seit 1949:
- 1949–1956 Johann Pircher
- 1956–1964 Josef Innerhofer
- 1964–1969 Josef Kaufmann
- 1969–1980 Johann Daprà
- 1980–1990 Josef Unterthurner
- 1990–2005 Albert Pircher
- 2005–2020 Alois Kröll
- 2020–0000 Annelies Pichler

### Wappen
Der Wappenschild ist in eine obere silberne und untere schwarze Hälfte geteilt und hat oben einen roten, nach rechts wachsenden Löwen.

## Bevölkerung
Schenna ist gemäß den erhobenen Sprachgruppenzugehörigkeitserklärungen bzw. Sprachgruppenzuordnungserklärungen eine weitgehend deutschsprachige Gemeinde. Als Berechnungsgrundlage der folgenden Prozentwerte wurden die gültigen Erklärungen von Personen mit italienischer Staatsbürgerschaft herangezogen.
| Sprache     | 1981    | 1991    | 2001    | 2011    | 2024    |
| ----------- | ------- | ------- | ------- | ------- | ------- |
| Deutsch     | 99,27 % | 98,54 % | 97,31 % | 98,18 % | 96,99 % |
| Italienisch | 0,57 %  | 1,25 %  | 2,49 %  | 1,67 %  | 2,94 %  |
| Ladinisch   | 0,16 %  | 0,21 %  | 0,20 %  | 0,15 %  | 0,07 %  |

## Bildung
In der Gemeinde gibt es Bildungseinrichtungen für die deutsche Sprachgruppe. Dazu gehören drei Grundschulen (im Hauptort, in Tall und Verdins) sowie eine Mittelschule im Hauptort.

## Kultur und Sehenswürdigkeiten

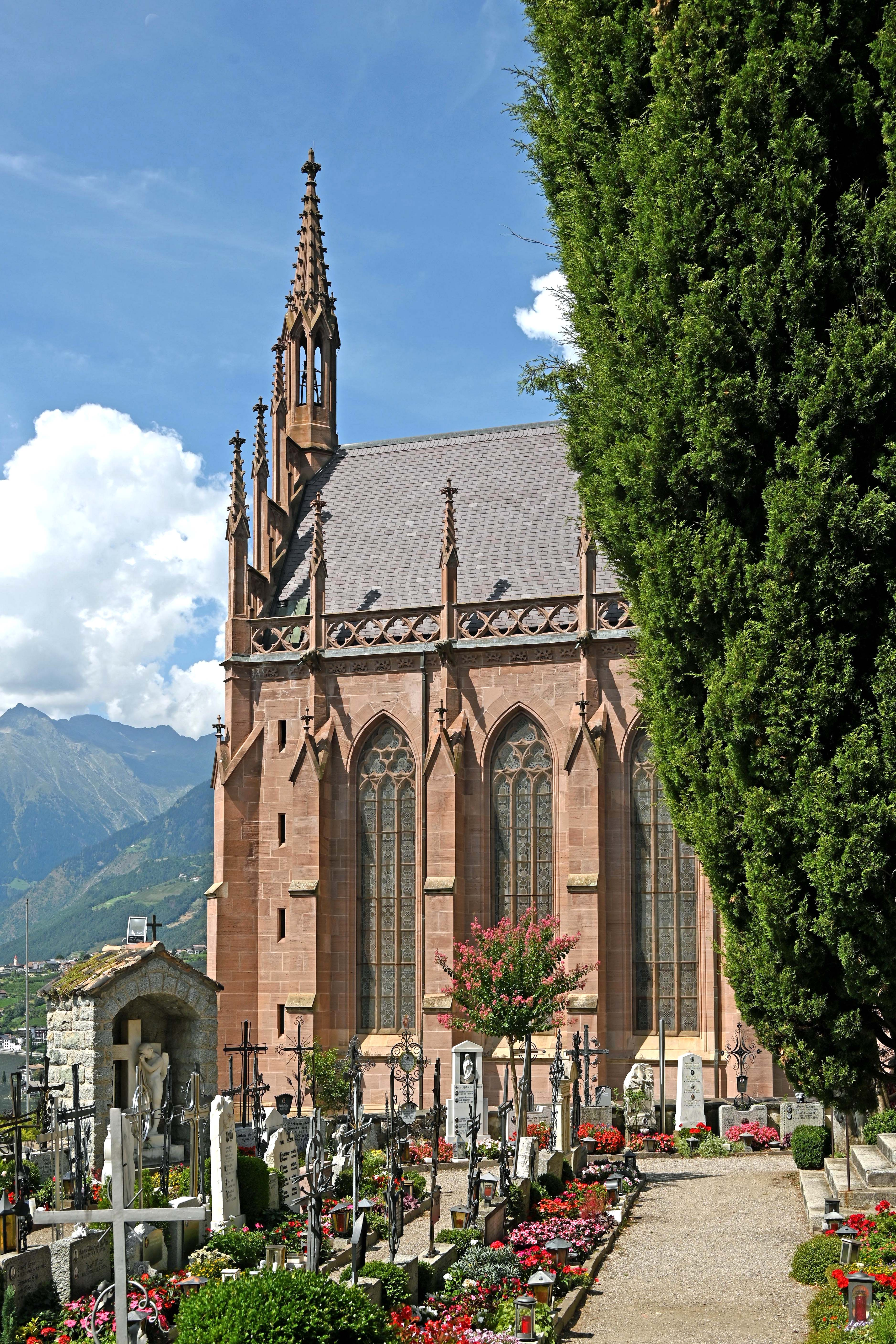
Mausoleum Erzherzog Johanns

### Bauwerke
siehe auch die Liste der Baudenkmäler in Schenna

#### Schloss Schenna
Schloss Schenna wurde um 1350 von Petermann von Schenna erbaut. 1845 von Erzherzog Johann von Österreich erworben, ist es heute noch im Besitz seiner Nachkommen, der Grafen von Meran, die es auch bewohnen und bewirtschaften.

#### Mausoleum
Der neugotische Bau aus rotem Sandstein und Granit wurde von 1860 bis 1869 als Grabstätte für Erzherzog Johann und seine Familie erbaut. Unterirdische Gruft mit schwerem Kreuzrippengewölbe; künstlerische Ausgestaltung durch Innsbrucker und Veroneser Künstler, Altar aus einer Wiener Werkstätte.

#### Alte Pfarrkirche Maria Himmelfahrt
Der einschiffige Kirchenbau wurde ursprünglich romanisch um 1200 erbaut. Erste Umbauten erfolgten zwischen 1370 und 1402; eine umfängliche Renovierung fand Anfang des 16. Jahrhunderts statt.
Dabei wurden u. a. kostbare Fresken aus der Zeit um 1400 freigelegt.

#### Neue Pfarrkirche
Mit dem Bau nach Plänen von Eduard Hütter wurde 1914 begonnen und konnte auf Grund der Unterbrechung während des Krieges erst 1931 beendet werden. Der Altarraum ist mit den Statuen der 12 Apostel geschmückt; eindrucksvoll sind die 14 geschnitzten Kreuzwegstationen von Johann Mury. Die Glasfenster stammen aus der Tiroler Glasmalerei und Mosaik Anstalt Innsbruck. Die neue Orgel wurde 1993 von Franz Zanin aus Udine erbaut und von Herbert Schönweger kunstvoll gestaltet. Sie besteht aus 39 Registern, Hauptwerk, Rückpositiv, Brustwerk und Pedal und hat 2744 Pfeifen.

#### St. Georg

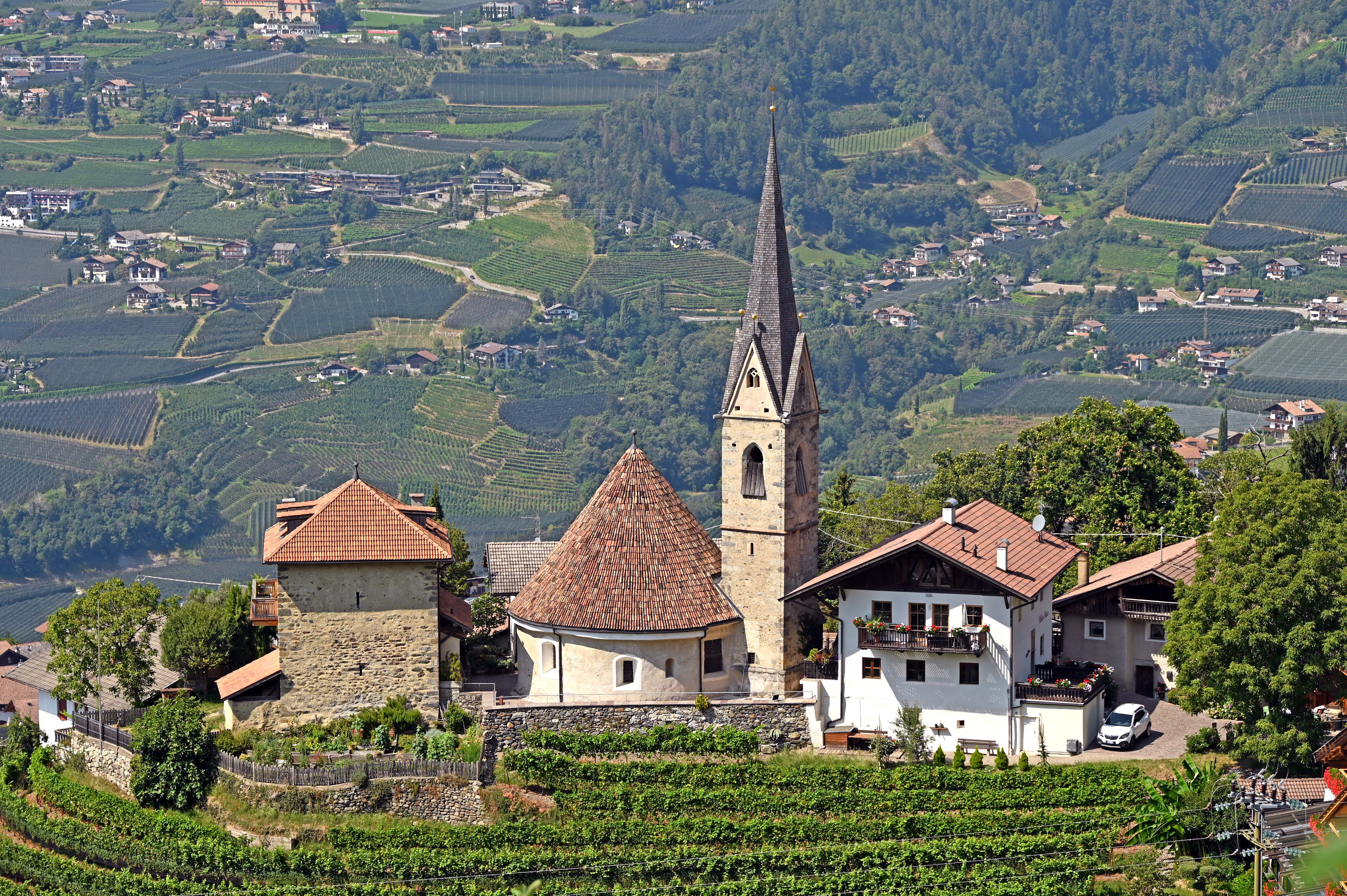
St. Georg (Schenna), Blick von Osten

St. Georg ist eine Rundkirche aus der romanischen Stilepoche (12. Jh.) mit romanischen
und gotischen Fresken, unter anderem zum Leben und Martyrium des heiligen Georg. Der Flügelaltar wird der Werkstatt Hans Schnatterpecks zugeschrieben.

#### St.-Martins-Kirche
Diese kleine romanische Kirche aus dem 12. Jahrhundert ist das älteste Baudenkmal Schennas und dient heute als Totenkapelle. Der Bau ist zweischiffig mit je
einer Rundapsis und zwei zentralen Pfeilern.

## Tourismus
Aus der ehemaligen bäuerlichen Landgemeinde hat sich in den letzten 40 Jahren einer der bedeutendsten Tourismusorte Südtirols entwickelt. Die Zahl der jährlichen Übernachtungen hat mittlerweile die Millionengrenze überschritten. Schenna zeichnet sich insbesondere durch eine große Zahl von Hotels der Kategorie 3 und 4 Sterne aus.
Wanderern bietet Schenna eine Vielzahl markierter und gut beschilderter Wanderwege in allen Höhenlagen – vom Maiser Waalweg bis in die Bergregionen des Ifinger- und Hirzergebietes. Zahlreiche Seilbahnen und Lifte erleichtern den Aufstieg zu Höhenwegen und Almwanderungen; gepflegte Berggasthäuser, Almen und Schutzhütten sorgen für das leibliche Wohl.
Eines der touristischen Ausflugsziele ist das Wandergebiet Tall-Hirzer. Es ist durch die Hirzerseilbahn und den Sessellift Grube erschlossen und umfasst die Weiler Prenn, Oberkirn und Videgg. Es erstreckt sich über eine Vielzahl von bewirtschafteten Almen. Das Wandergebiet Tall-Hirzer ist, ausgehend von Verdins, mit der Seilbahn Verdins-Tall erreichbar.
In Schenna fährt die Taser-Pendelbahn, die die alte Troyer-Pendelbahn ersetzte.

## Söhne und Töchter der Gemeinde
- Franz Raffl (1775–1830), Landwirt
- Johann Innerhofer (1837–1937), österreichischer Gastwirt und Fremdenverkehrspionier
- Sepp Innerhofer (1928–2019), Gründungsmitglied des Befreiungsausschusses Südtirol (BAS)
- Franz Pichler (* 1939), Bildhauer und Grafiker
- Arnold Zingerle (* 1942), deutscher Soziologe